# Spitzen
Spitzen är en ort i kommunen Horgen i kantonen Zürich i Schweiz. Den ligger cirka 19 kilometer söder om Zürich, vid floden Sihl. Orten har 473 invånare (2022).
Före den 1 januari 2018 tillhörde Spitzen kommunen Hirzel.